# Угловая (Бабаевский район)
Угловая — деревня в Бабаевском районе Вологодской области.
Входит в состав Вепсского национального сельского поселения (с 1 января 2006 года по 13 апреля 2009 года входила в Тимошинское сельское поселение), с точки зрения административно-территориального деления — в Тимошинский сельсовет.
Расположена на правом берегу реки Шогда. Расстояние по автодороге до районного центра Бабаево составляет 84 км, до центра муниципального образования деревни Тимошино — 6 км. Ближайшие населённые пункты — Новинка, Подберезка, Афонино, Васильково.
Население по данным переписи 2002 года — 8 человек.